# 27739 Кіміхіро
27739 Кіміхіро (27739 Kimihiro) — астероїд головного поясу, відкритий 17 жовтня 1990 року.
Тіссеранів параметр щодо Юпітера — 3,508.